# 竺沙雅章
竺沙 雅章（ちくさ まさあき、1930年3月14日 - 2015年10月2日）は、日本の東洋史学者。京都大学名誉教授。

## 経歴
1930年、京都府船井郡三ノ宮村（現：京丹波町）粟野の曹洞宗無動寺に生まれた。初名は幹雄。三ノ宮国民学校6年の時に得度し、雅章。
1943年、旧制園部中学へ入学し、その後新制となったため1949年に京都府立園部高等学校を卒業。京都大学文学部に進み、1953年に卒業した。同大学大学院へ進学し、1958年に博士課程を単位取得退学。
その後は、京都大学人文科学研究所助手（司書系）に採用された。同研究所助教授となった後、1968年に京都大学文学部助教授に就いた。その際の同僚教授は、佐伯富、佐藤長、萩原淳平であった。
1980年、『宋代仏教社会史研究』を京都大学に提出して文学博士号を取得。1981年、島田虔次が退官したことから同教授に昇格した。1989年、谷川道雄退官を受けて教室主任を務めた。1993年3月に京都大学を定年退官し、名誉教授となった。同年4月より大谷大学教授として教鞭を執った。2001年に大谷大学を退任。その後も、中国仏教史研究会を組織し、研究活動を続けた。

## 著作
著書
- 『蘇東坡』第2期中国人物叢書 人物往来社 1967年
- 『宋の太祖と太宗 変革期の帝王たち』(Century books・人と歴史)清水書院 1975年
  - 新版 1984年
  - 改版 2017年
- 『征服王朝の時代　新書東洋史』 講談社現代新書 1977年
- 『中国仏教社会史研究』（東洋史研究叢刊）同朋舎出版 1982年
  - 増訂版『中國佛教社曾史研究』朋友書店 2002年
- 『漢訳大蔵経の歴史：写経から刊経へ』大谷大学 1993年
- 『范仲淹』中国歴史人物選 白帝社 1995年
- 『宋元佛教文化史研究』（汲古叢書）汲古書院 2000年

## 資料
- 中国・百科知識(竺沙雅章)
- 「竺沙雅章先生に聞く : 2003年6月6日座談會記録」『敦煌寫本研究年報』第11巻、京都大學人文科學研究所中國中世寫本研究班、2017年3月、153-175頁、CRID 1390572174801143680、doi:10.14989/dunhuangnianbao_11_153、hdl:2433/246122、ISSN 1882-1626。
- 特集：仏の来た道(旅順博物館での調査の写真が掲載)Ryukoku University Winter.2003 No.56(抜粋版) 龍谷大学